# Cyllodania bicruciata
Espèce
Cyllodania bicruciata est une espèce d'araignées aranéomorphes de la famille des Salticidae.

## Distribution
Cette espèce se rencontre au Venezuela, au Panama et au Costa Rica.

## Description
Le mâle décrit par Galiano en 1977 mesure 3,334 mm et la femelle 2,833 mm.

## Publication originale
- Simon, 1902 : « Description d'arachnides nouveaux de la famille des Salticidae (Attidae) (suite). » Annales de la Société Entomologique de Belgique, vol. 46, p. 24-56 & 363-406 (texte intégral).